# Siamdol
Siamdol（サイアムドル、タイ語: สยามดอล）は、タイ・バンコクを拠点に活動する芸能プロダクション。正式名称はSIAMDOL COMPANY LIMITED（บริษัท สยามดอล จำกัด）。日本でもサイアムドル合同会社として法人登記を行っている。

## 概要
Siamdolは、当初日本の女性アイドルに関する情報をタイ国内に紹介するメディア事業からスタートした。2017年以降、日本の地下アイドルをタイに招聘してライブを開催し、自社プロデュースによるアイドルグループの展開へと展開していった。現在は日タイの芸能事務所と連携し、両国で活動を行っている体制を持つ。

## 所属グループ（2025年7月現在）
- Sumomo（スモモ）：FES☆TIVE（日本）とのコラボレーション
- Euphonie☆（ユーフォニー）：ArcJewel（日本）とのコラボレーション
- Stellagrima＊（ステラグリマ）：トイプラ（日本）とのコラボレーション
- Ikinari Tell Me（いきなりテルミー）：フリーク（日本）とのコラボレーション

## 過去のグループ・アーティスト
- Siam☆dream（サイアムドリーム）：日本人メンバー2名を含む構成で始動し、I‑GET（日本）とのコラボレーションを実施。解散。
- AMERYU（飴龍）：mint Music ENTERTAINMENT（日本）との共同プロジェクト。解散。
- Kaibutsu（怪物）：Kigeki（日本）とのコラボグループ。現在はSiamdolから離脱。解散。
- LOVE LETTER（ラブレター）：元から活動しており、途中からSiamdolに加入。解散。
- BaifernChan（バイファーンちゃん）：他グループ出身でソロとして加入。現在は所属を離れているが主催ライブ等には継続出演。

## グループ結成の時系列
1. Siam☆dream（サイアムドリーム）
2. AMERYU（飴龍）
3. Sumomo（スモモ）
4. Euphonie☆（ユーフォニー）
5. Kaibutsu（怪物）
6. Stellagrima＊（ステラグリマ）
7. Ikinari Tell Me（いきなりテルミー）

## 主な活動内容
- 日本アイドルの情報発信（メディア運営）
- 日本のアイドルグループの招聘とライブイベント開催
- 日タイ共同プロジェクトによるアイドルグループ育成・マネジメント
- 自社主催による定期公演や合同イベントの企画・運営
- SNS・YouTube等を通じた広報活動とファン交流

## ライブ拠点・施設運営
Siamdolはタイ・バンコクでは、ドンキモール・トンロー4階のドンキホールをライブ会場として使用している。また、同モール内にはアイドルカフェ「Siamdol Cafe」を運営しており、所属アイドルもキャストとして接客を行っている。さらに、会員制度「Siamdol Black Card」を設け、ライブチケットの優先購入などの特典を提供している。

## 日本でのイベント展開
日本法人が主催する、シリーズ型ライブイベント「マイペンライ アイドルフェス（Maipenrai Idol Fes）」も運営している。イベントは東京・赤羽ReNY alphaを中心に開催され、出演者は主に日本の女性アイドルグループが中心で、タイのアイドルがゲスト出演することもある。